# Tkacka Góra
Die Tkacka Góra (deutsch: Steindel, auch Steibenberg) ist ein 897 m hoher Berg im schlesischen Teil des Isergebirges in Polen. Die Tkacka Góra ist einer der höchsten Berg des Isergebirges im Süden des Hohen Iserkamms in der Gemeinde Szklarska Poręba, unweit dessen Stadtteil Jakuszyce. 

## Beschreibung
Der Gipfel ist fast vollständig mit Nadelwald bewachsen. Der Gipfel gehört zu den südlichen Ausläufern des Massivs des Ziegenkamms. Auf dem Berg befinden sich einige Felsformationen, die bis 1945 Naturdenkmäler waren. Am Südhang mündet die Mumlava in die Iser. Unterhalb des Osthangs befindet sich das Tal der Millnitz, die in die Mumlava mündet. Der Westhang fällt relativ steil ins Tal der Iser ab. An den Hängen führte ab dem 18. Jahrhundert die Alte Zollstrasse und ab dem späten 19. Jahrhundert die Zackenbahn von Schlesien nach Böhmen. Südlich des Berges lag das schlesische Dorf Strickerhäuser, das sich aufgrund eines Gebietstausches zwischen Polen und der Tschechoslowakei im Jahr 1958 heute in Tschechien befindet und heute Teil von Harrachov ist. Über den Gipfel führen keine markierten Wanderwege.